# Olympische Sommerspiele 1972/Teilnehmer (Paraguay)
| Gelbes Symbol für Goldmedaillen mit stilisierten Olympischen Ringen | Graues Symbol für Silbermedaillen mit stilisierten Olympischen Ringen | Braundes Symbol für Bronzemedaillen mit stilisierten Olympischen Ringen |
| ------------------------------------------------------------------- | --------------------------------------------------------------------- | ----------------------------------------------------------------------- |
| —                                                                   | —                                                                     | —                                                                       |

Paraguay nahm an den Olympischen Sommerspielen 1972 in München mit einer Delegation von vier Sportlern (allesamt Männer) teil. Diese traten in zwei Sportarten bei drei Wettbewerben an.

## Teilnehmer nach Sportarten

### Leichtathletik
- Angel Guerreros
100 m: Vorlauf
- Rodolfo Rieder
200 m: DNS
- Francisco Rojas
400 m: Vorlauf

### Schießen
- Reinaldo Ramírez
Kleinkaliber Freigewehr: 33. Platz